# Bastei
El Bastei és una formació rocosa que s'eleva 194 metres per sobre del riu Elba a les Muntanyes de Gres de l'Elba, al parc nacional de la Suïssa Saxona d'Alemanya. Amb una alçada de 305 metres sobre el nivell del mar, les roques irregulars del Bastei es van formar per l'erosió de l'aigua fa més d'un milió d'anys. Es troba a prop de Rathen, no gaire lluny de Pirna, al sud-est de la ciutat de Dresden. Forma part d'una zona d'escalada i senderisme que s'estén fins a la Suïssa bohèmia (República Txeca).
L'any 1824 es va construir un pont de fusta per enllaçar diverses roques per als visitants. Degut a l'augment de viatgers que visitaven el pont, va ser substituït l'any 1851 per l'actual pont Bastei fet de pedra arenisca. Les formacions rocoses i les vistes han inspirat nombrosos artistes, entre ells Caspar David Friedrich ('Felsenschlucht').
La ciutat balneari de Rathen és la base principal per visitar el Bastei; Es pot arribar a la ciutat des de Dresden amb un vaixell de vapor al riu Elba.

## Història
L'any 1592 la roca va ser esmentada per primera vegada com a Pastey per Matthias Oeder durant el primer estudi de l'Electorat de Saxònia. En el transcurs del descobriment i desenvolupament turístic de la Suïssa Saxona, el Bastei es va convertir en una de les primeres destinacions d'excursions. El mirador es va esmentar per primera vegada a la literatura de viatges el 1798 en una publicació de Christian August Gottlob Eberhard. Un dels primers guies de senderisme que va conduir els hostes al Bastei va ser Carl Heinrich Nicolai, que va escriure el 1801: 'Quins sentiments tan alts aboca això a l'ànima! Pots estar-hi durant molt de temps sense cansar-te'n (…) és difícil allunyar-te d'aquest lloc'.
El Bastei només era fàcilment accessible des de Wehlen i Lohmen amb nombrosos artistes que van arribar al Bastei per l'anomenat 'camí del pintor', el Malerweg. Caspar David Friedrich va pintar el seu famós quadre Felsenpartie im Elbsandsteingebirge ('Roques a les Muntanyes de Gres de l'Elba') basat en el Bastei. Ludwig Richter també va dibuixar el Bastei. Des de Rathen, l'accés era més difícil; però l'any 1814 es va construir una escala amb 487 graons que sortia de la vall de Wehlgrund passant pel Vogeltelle fins a les roques.
El dia de Pentecosta de 1812, el carnisser de Lohmen, Pietzsch, va iniciar els primers serveis de càtering per als visitants del Bastei. En dues simples barraques venia pa, mantega, cervesa, brandi, cafè i llet. Dos anys més tard es va construir una cuina i un celler sota un dels voladissos de roca i es va instal·lar el mirador amb una barana. El febrer de 1816, Pietzsch va rebre una llicència per vendre licors. Les modestes barraques que havia construït foren destruïdes en un incendi el setembre del mateix any. El juny de 1819, August von Goethe (fill de Johann Wolfgang von Goethe) va informar: 'Les cabanes amables i el bon servei amb cafè, cervesa doble, licors i pa i mantega frescos van reviure realment el vagabund cansat...'

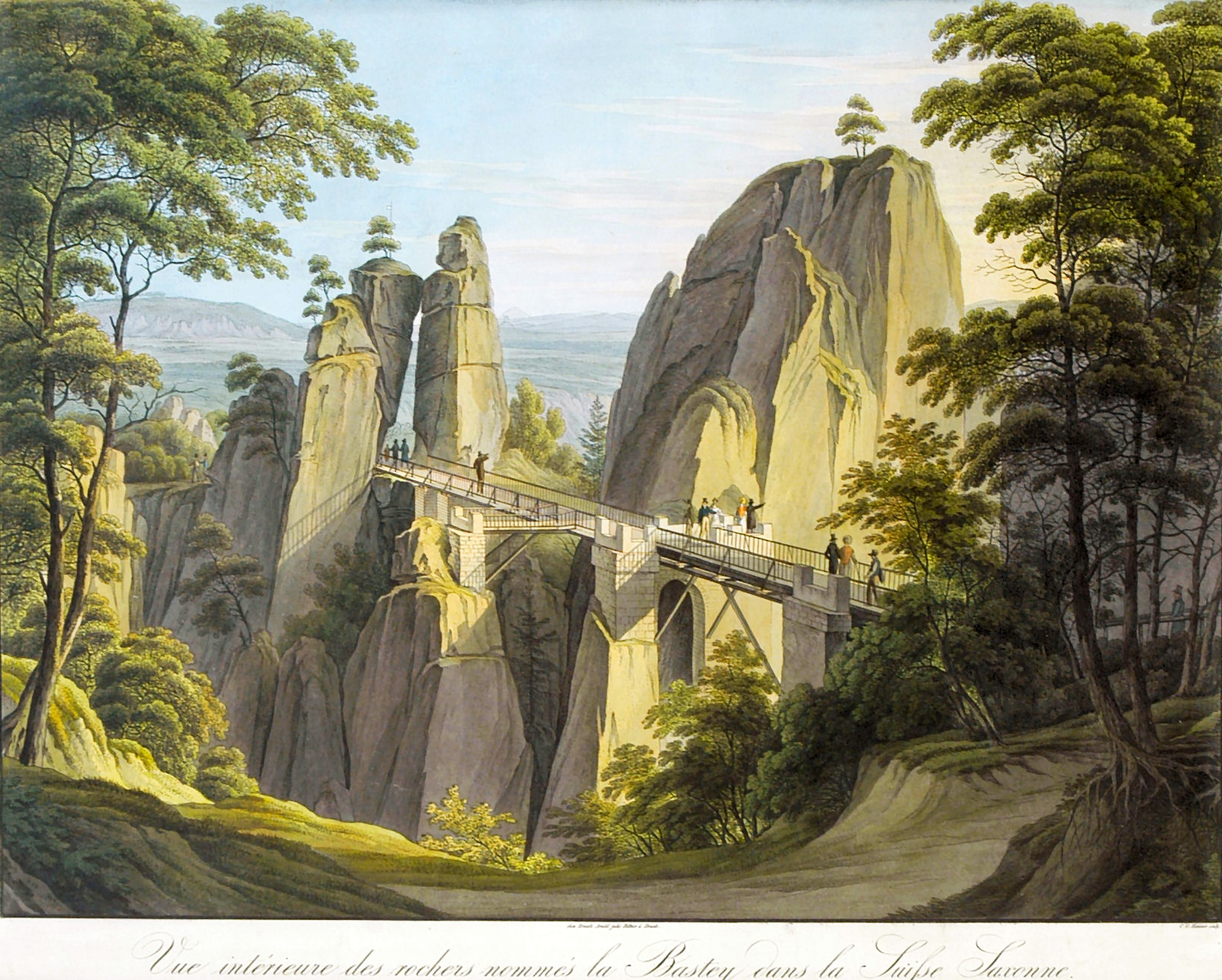
El pont de fusta del Bastei (1826)

El desenvolupament del Bastei va rebre un impuls significatiu l'any 1826. Aquell any es va construir el primer edifici de fonda amb allotjament per a la nit basant-se en els plànols de Gottlob Friedrich Thormeyer. A partir d'aquell moment, les antigues barraques van actuar com a quarter nocturn per als guies caminants. El primer pont, anomenat Basteibrücke (Pont Bastei)', va ser construït amb fusta sobre les profundes escletxes de la Mardertelle, enllaçant la plataforma rocosa exterior del Bastei amb les roques Steinschleuder i Neurathener Felsentor. L'any 1851, a causa de l'augment constant de visitants, el pont de fusta va ser substituït per un de pedra sorrenca, que encara es manté en peu. Té una llargada de 76,5 m i els seus set arcs abasten un barranc de 40 m de profunditat.

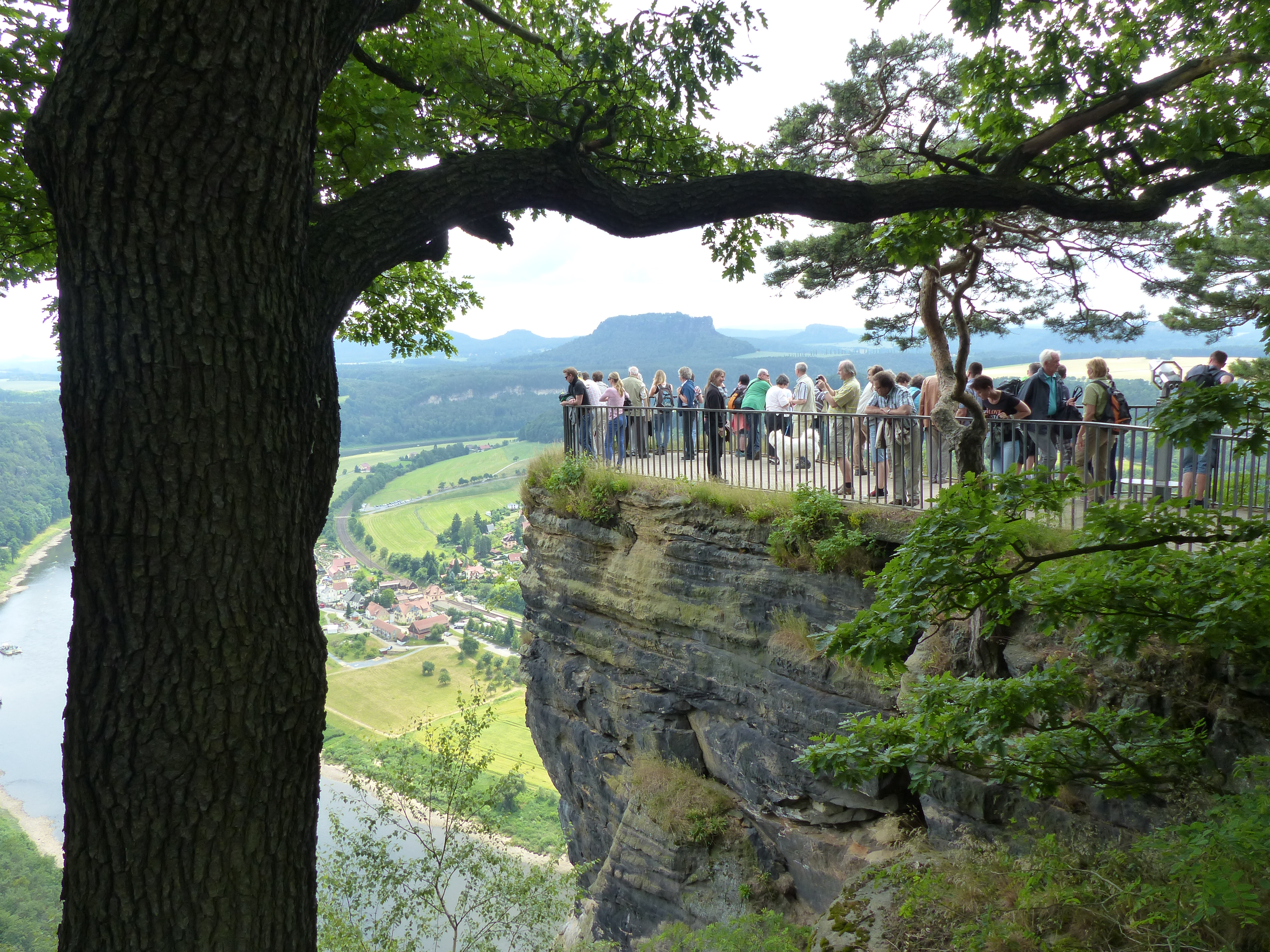
El mirador del Bastei, tancat el 2016 i desmantellat el 2019

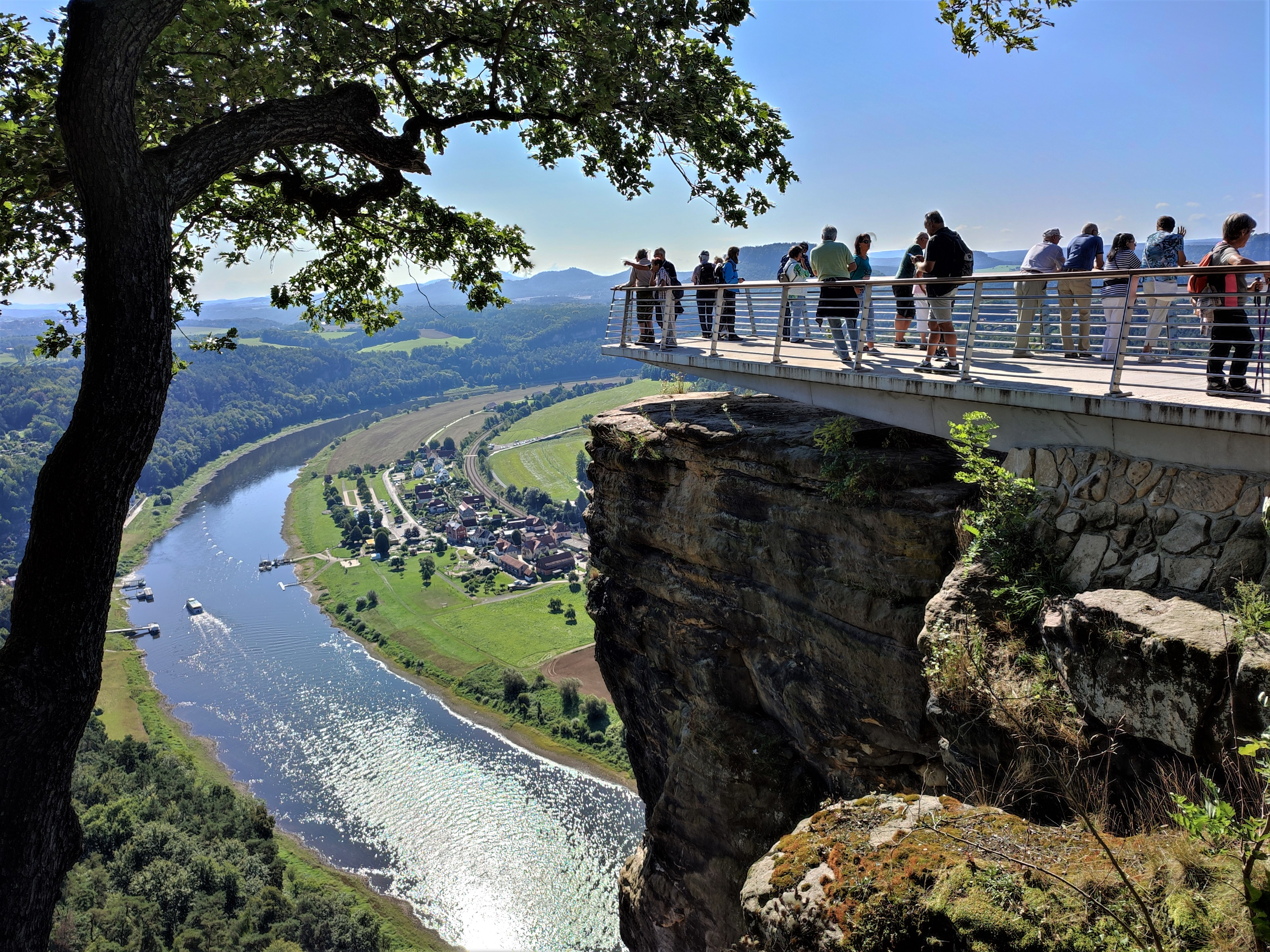
Nou mirador inaugurat el 2023

A finals del segle XIX, el Bastei s'havia convertit en la principal atracció de la Suïssa Saxona. La fonda fou totalment reconvertida i ampliada el 1893/94. L'any 1895 es va instal·lar una canalització d'aigua d'alta pressió i en 1897 se'n va fer una línia telefònica. El 1880/81 va sorgir la idea d'un telefèric que discorregués a l'est del Bastei a través d'un congost des de l'Elba fins al massís rocós. Els plans van fracassar per la resistència de la població i la família reial saxona, així com per problemes de propietat no resolts. El congost destinat a la construcció encara avui porta el nom d'Eisenbahnergrundel (La petita vall del ferrocarril).A principis del segle xx, la carretera de Bastei es va eixamplar per fer front al creixent trànsit d'automòbils. A partir de 1945 el nombre de visitants va tornar a augmentar bruscament, sobretot els caps de setmana i festius, ja que el Bastei es va convertir en una destinació turística popular. Entre 1975 i 1979 l'antiga fonda va ser substituïda per un gran edifici de nova planta, més tard hotel.

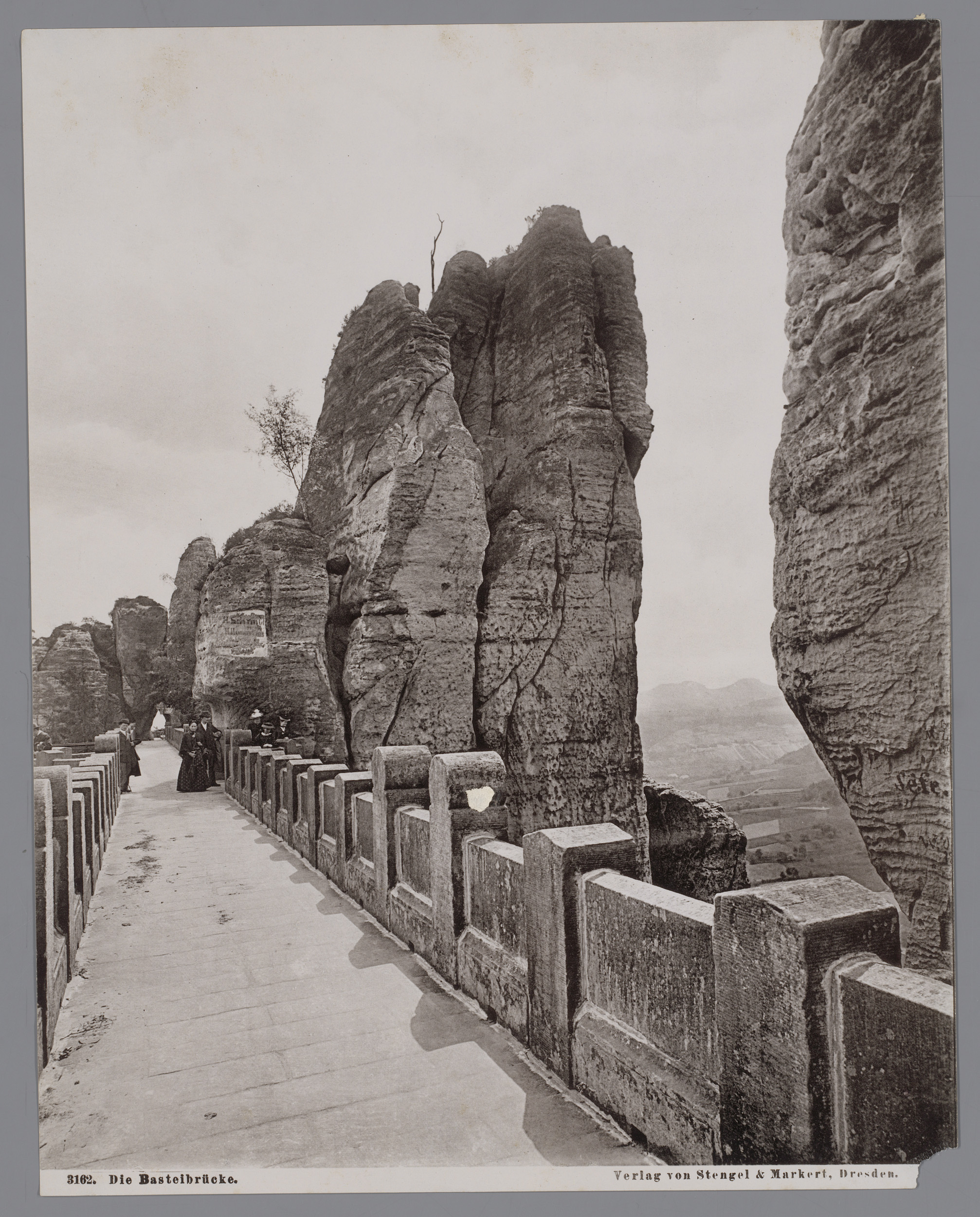
Visitants al pont de pedra Bastei construït el 1850/51

El mirador es va tancar als visitants el maig de 2016 perquè es van trobar zones de meteorització a la pedra sorrenca a uns 15 metres per sota d'ella, cosa que amenaçava l'estabilitat a llarg termini de la roca Bastei. Els treballs d'estabilització de la roca s'havien previst inicialment fins al primer semestre de 2017. A principis de febrer de 2017, les investigacions dels geòlegs van revelar que la roca ja no es podia assegurar amb mitjans tècnics. Per tant, la plataforma de visitants es va tancar permanentment. L'agost de 2017 es va anunciar que es construirien tanques de protecció contra la caiguda de roques sota la plataforma d'observació i que es desmuntaria la barana i les plaques del paviment de la plataforma tancada d'observació. El desmantellament va tenir lloc a la primavera de 2019.
El novembre de 2017 es van publicar els primers plans per construir una plataforma de 20 m de llarg de formigó de carboni. La plataforma només descansarà sobre roca intacta i flotarà a poca alçada sobre la roca del davant, zona erosionada en una longitud de 10 m. La plataforma tindrà una amplada de 3,5 m i un pes de 70 t. Abans de la instal·lació de la plataforma, es van prendre mesures extenses per assegurar la roca; entre altres coses, es van inserir pilones d'acer fins a 19 metres de profunditat a la pedra arenisca, les zones poroses es van segellar amb morter i es va aplicar una closca de formigó projectat a la base de la paret. Després de completar l'estabilització de la roca l'any 2021, el juliol de 2022 es va acabar la construcció de la nova plataforma. Contràriament a la idea original, es va utilitzar formigó pretensat clàssic en lloc del formigó de carboni perquè hi havia por que es formessin esquerdes amb el formigó de carboni. La plataforma, que ofereix espai per a 140 persones, va ser inaugurada el 3 de febrer de 2023 pel ministre de Finances saxó Hartmut Vorjohann. Els costos de construcció van ascendir a uns 3 milions d'euros.

## Turisme
El Bastei és un dels miradors més sorprenents de la Suïssa saxona i rep al voltant d'1,5 milions de visitants cada any. No hi ha cap altre punt als parcs nacionals alemanys amb una densitat de visitants tan alta.
August von Goethe ja va elogiar la vista l'any 1819: 'Aquí, on es pot veure directament a l'Elba des de les parets de roca més escarpades, on a poca distància les pedres del lliri, rei i sacerdot es troben en un grup majestuós i representen un conjunt visual, que mai es pot descriure amb paraules'.

Vista panoràmica des del Bastei sobre la vall de l'Elba

A més de la vista real, hi ha altres punts d'interès turístic. La vista clàssica del bastió es pot veure des d'una perspectiva similar des dels miradors veïns del Kanapee i del Tiedgestein. Fins a finals de 2020, la Schweizerhaus va allotjar un punt d'informació del Parc Nacional de la Suïssa Saxona, que proporcionava informació sobre la representació de la Suïssa Saxona en l'art i la pintura utilitzant nombroses pintures i gràfics. A la Century Tower, un cim rocós del pont Bastei, hi ha plaques commemoratives de la primera menció del Bastei a la literatura de viatges (el 1797), així com de Wilhelm Leberecht Götzinger i Carl Heinrich Nicolai. Amb les seves descripcions de viatges i treballs, aquests dos es troben entre els 'descobridors' de la Suïssa Saxona com a destinació turística. Una altra placa commemorativa commemora el fotògraf de la cort saxó Hermann Krone, que va fer les primeres fotos de paisatges a Alemanya al pont de Bastei el 1853. La famosa vista del pont Bastei és possible des del Ferdinandstein, part de les torres fortificades. S'hi pot arribar a través d'una cruïlla en el camí cap al pont de Bastei. Una altra formació coneguda prop del baluard és la Wartturm (Torre de guaita), una gran peça de la qual es va trencar l'any 2000.
Des del Bastei també es pot arribar al castell de roca de Neurathen, el castell de roca més gran de la Suïssa Saxona, a través del pont de Bastei. Les restes del castell, com ara bigues i habitacions tallades a la roca, una cisterna i boles de pedra trobades a partir de fones i catapultes medievals es poden veure en un recorregut separat. L'any 1986 es va col·locar una fona reconstruïda al castell de roca. També es poden veure troballes de les excavacions realitzades, especialment ceràmica. Finalment, la pujada de Rathen al baluard passa per davant d'un museu a l'aire lliure sobre l'assentament eslau de la zona i la cruïlla amb l'escenari de roca de Rathen.

## Reserva Natural
L'any 1938, el Bastei va ser designat com la primera reserva natural de les Muntanyes de Gres de l'Elba. Actualment forma part de la zona central del Parc Nacional de la Suïssa Saxona, on s'apliquen normes de protecció especialment estrictes.